# Абаканович, Станислав Константинович
Станисла́в Константи́нович Абакано́вич (23 марта 1860 — 13 марта 1914, Одесса, Херсонская губерния) — русский военный деятель, генерал.

## Биография
Родился 23 марта 1860 года. Католик.
Сын коллежского асессора Константина Петровича Абакановича, брат генерал-лейтенанта Павла Константиновича Абакановича (1855—1917). Жена Фаина - дочь генерал-лейтенанта Николая Федоровича Бардовского. Сын - Николай (06.01.1903 - 18.01.1938). 
Образование получил в Нижегородской военной гимназии (1876) и в 1-м военном Павловском училище (1878, 1-й разряд, лейб-гвардии Волынский полк).
Вступил в службу 11 августа 1876 года.
Звания:
- Подпоручик (16.04.1878).
- Прапорщик гвардии (ст. 12.05.1879).
- Подпоручик (ст. 28.03.1882).
- Поручик (ст. 1.01.1885).
- Штабс-капитан (ст. 30.08.1889).
- Капитан (ст. 17.04.1894).
- Полковник (ст. 6.12.1899).
- Генерал-майор за боевые отличия (ст. 16.02.1905, 1906).

Прохождение службы:
- Командир роты — 9 лет и 5 месяцев, в лейб-гвардии Волынском полку (до 1.05.1902 — после 1.01.1904).
- Командир 58-го пехотного Прагского полка (1.06.1904 — 19.02.1907). С полком участвовал в русско-японской войне 1904—1905 годов, был контужен.
- Командир 1-й бригады 15-й пехотной дивизии (19.02.1907 — 1.02.1913).

## Награды
Ордена:
- Святого Станислава 3-й степени (1892);
- Святой Анны 3-й степени (1895);
- Святого Станислава 2-й степени (1902);
- Святой Анны 2-й степени с мечами (1905);
- Святого Владимира 4-й степени с мечами и бантом (1905);
- Святого Владимира 3-й степени (1909).

Иностранные награды:
- Офицерский крест румынского ордена Звезды (1898);
- Персидский орден Льва и Солнца 2-й степени (1901).

Оружие:
- Золотое оружие (1905).